# Telefónica
Telefónica, S. A. (BME: TEF) es una empresa multinacional española de telecomunicaciones con participación estatal, cuya sede central se encuentra en Madrid. Es la cuarta compañía de telecomunicaciones más importante de Europa y la decimosexta a nivel mundial.
La marca Telefónica se utiliza exclusivamente para el papel institucional de la empresa. Para la comercialización de sus productos y servicios, la compañía emplea tres marcas principales: Movistar, que opera en España e Hispanoamérica; O2, que presta servicios en Europa; y Vivo, que está presente en Brasil. Además, Tuenti es utilizada en Argentina y Ecuador.

## Historia
Se fundó en Madrid el 19 de abril de 1924 durante la dictadura de Primo de Rivera, con la denominación de Compañía Telefónica Nacional de España (CTNE). Tenía como domicilio social la avenida de Conde de Peñalver (actual calle Gran Vía), número 5, en Madrid, y un capital de un millón de pesetas, representado por 2000 acciones ordinarias de 500 pesetas de valor nominal. Tenía a su cargo el monopolio del servicio telefónico y la participación como principal accionista de la empresa ITT. A finales de 1929, la sede social se trasladó al Edificio Telefónica y así continúa hasta la actualidad.
En 1945, el Estado español, siendo jefe del Estado Francisco Franco, adquiere por ley una participación en la empresa del 79,6 %. En ese momento pasa a presidir la compañía José Navarro-Reverter Gomis, anterior presidente del Banco Hipotecario de España, que va a dirigir la CTNE durante veinte años. Con la llegada de Antonio Barrera de Irimo a la presidencia,  la participación del Estado se diluyó mediante una ampliación de capital en 1967. Su privatización total tuvo lugar mediante dos ofertas públicas de acciones en 1995 -Gobierno de Felipe González- y 1999 -Gobierno de José María Aznar-.
En los años 1990 cambió su nombre por Telefónica, S.A. y creó una filial llamada Telefónica de España, que absorbió sus operaciones y actividades en España. Posteriormente adquirió la parte de Telefónica Internacional que no poseía y se fusionó con esta.
Actualmente Telefónica está implantada en más de veinte países de Europa y América y con su actividad genera 1,2 millones de puestos de trabajo, una aportación fiscal de 10 000 millones de euros al año y un impacto en el PIB de más de 53 000 millones de euros en los países donde opera a noviembre de 2019. Da servicio a 315,7 millones de usuarios en todos los países donde está presente. De ellos, 249,4 millones son móviles, y 17,6 millones son accesos a Internet de banda ancha.
En 2024, el Estado español, a través de la Sociedad Estatal de Participaciones Industriales (SEPI), volvió a entrar en su accionariado con el objetivo de controlar un 10 % de la compañía, por un valor de unos 2300 millones de euros.
En abril de 2025, en una Junta general de accionistas el nuevo presidente Marc Murtra quiso hacer patente la nueva línea empresarial de la empresa cuando afirmó: “Nuestra prioridad será Europa, Europa y Europa”.

## Productos y servicios
A partir de 2007, y como parte de un proceso de reorganización corporativa y de convergencia, Telefónica comenzó a integrar todas sus filiales ordenadas bajo la convergencia de servicios y tecnologías, lo cual determinó una nueva estructura organizativa en torno a tres regiones geográficas: España, Iberoamérica y Europa.
Telefónica, a través de su grupo empresarial, da servicios relacionados con las siguientes áreas de negocio:
- Telefonía fija: en España y varios países de Europa e Iberoamérica, a través de la línea telefónica tradicional o mediante fibra óptica.
- Telefonía móvil: en España e Hispanoamérica a través de Movistar, en toda Europa con O2, y en Brasil con Vivo.
- Proveedor de internet: en España y varios países de Europa e Iberoamérica, mediante ADSL o fibra óptica FTTH.
- Televisión por suscripción: vía IPTV y satélite en España Movistar Plus+, en Hispanoamérica Movistar TV, y en Brasil Vivo TV.
- Producción audiovisual: a través de su participación en diversas empresas de comunicación y entretenimiento. En España, Telefónica Servicios Audiovisuales (TSA), proyectos y contenidos audiovisuales, servicios de ingeniería y transmisión de datos.[20]

## Marcas comerciales
Telefónica, opera en la actualidad según el territorio, tres marcas comerciales: Movistar, O2 y Vivo.

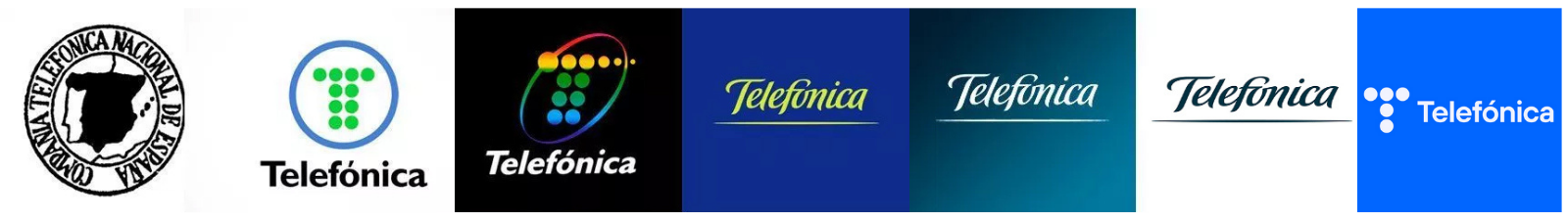
Evolución del logotipo de Telefónica desde 1924 hasta 2021.

### Movistar
«Movistar» es la marca comercial con la que opera Telefónica para todos sus productos y servicios en España e Hispanoamérica, desde el 1 de mayo de 2010.
Inicialmente, Movistar fue el nombre comercial utilizado por la ex-filial «Telefónica Móviles», para el inicio de la distribución de los servicios de telefonía móvil digital (GSM) en España, comenzando a operar el 25 de julio de 1995. Sustituyó paulatinamente a «MoviLine», marca comercial a través de la cual «Telefónica Móviles», prestaba sus servicios de telefonía móvil analógica (AMPS) en el país, hasta su extinción el 31 de diciembre de 2003.

### O2
«O2» es la marca comercial con la que Telefónica opera en toda Europa, principalmente en Reino Unido y Alemania, además de como operador alternativo en España. Proviene del nombre original de la división de telefonía móvil del grupo británico de telecomunicaciones BT, adquirida por Telefónica el 23 de enero de 2006.

### Vivo
«Vivo» es la marca comercial con la que opera Telefónica en Brasil, integrando telefonía fija, móvil, internet y televisión. Fundada al 50 % con Portugal Telecom en 2003, fue adquirida íntegramente por Telefónica en 2010. Es la compañía líder del mercado brasileño en telefonía fija y móvil, tras la absorción a principios de 2015, de la operadora GVT.

## Operadores Móviles Virtuales (OMV)
Además de las marcas propias de Telefónica comentadas anteriormente, en España hay algunas empresas que, mediante acuerdos, utilizan su red para prestar cobertura a sus clientes:

### Ion Mobile
Ion Mobile es la marca bajo la cual opera la empresa española de telecomunicaciones Aire Networks del Mediterráneo S.L.U. con sede en Elche (Alicante). Ofrece servicios de internet y telefonía móvil.

### Lobster
Lobster es la marca bajo la cual opera la empresa española de telecomunicaciones Zinnia Telecomunicaciones S.L. con sede en Madrid. Ofrece servicios de internet y telefonía móvil.

## Presencia geográfica

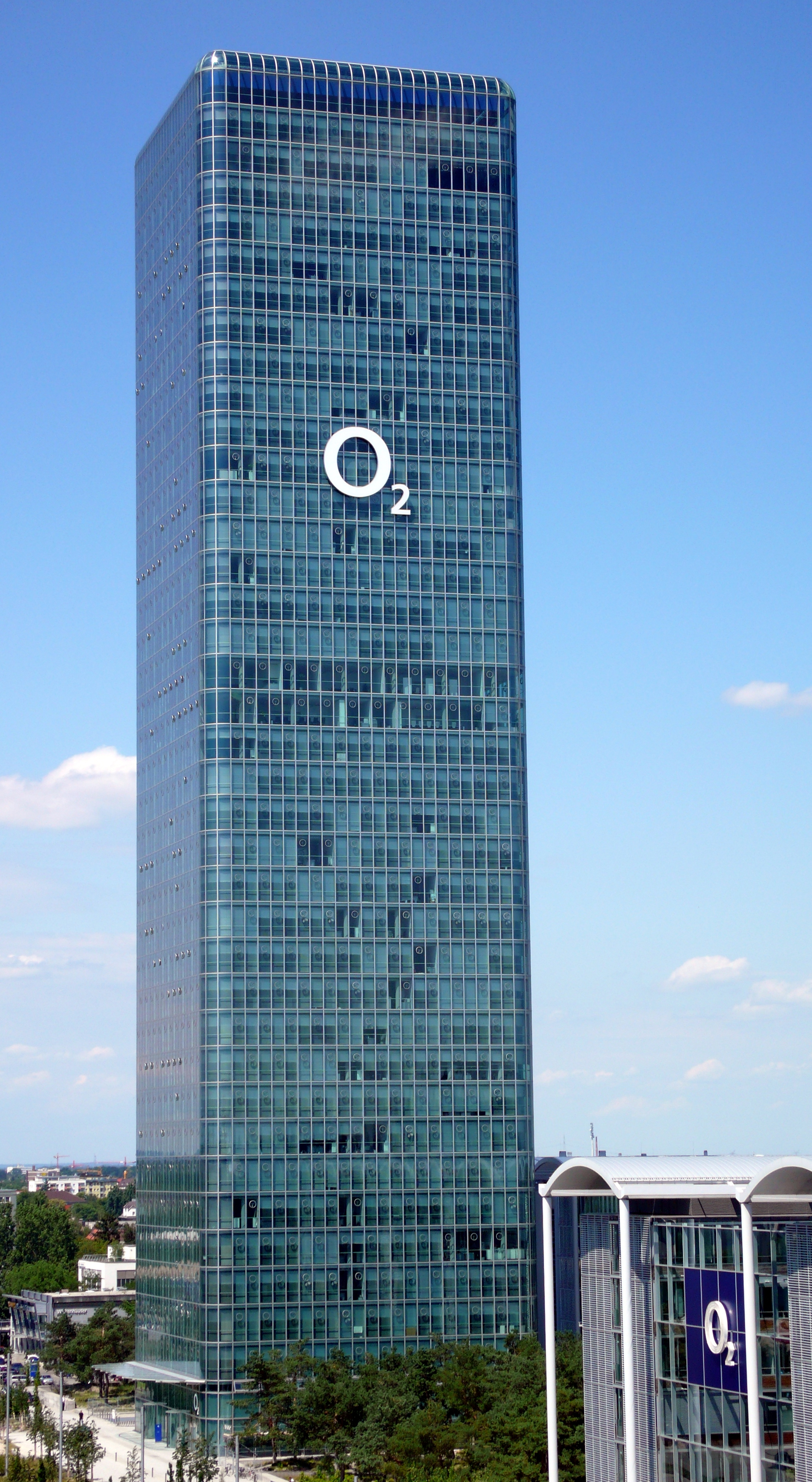
Sede de Telefónica Deutschland en Múnich.

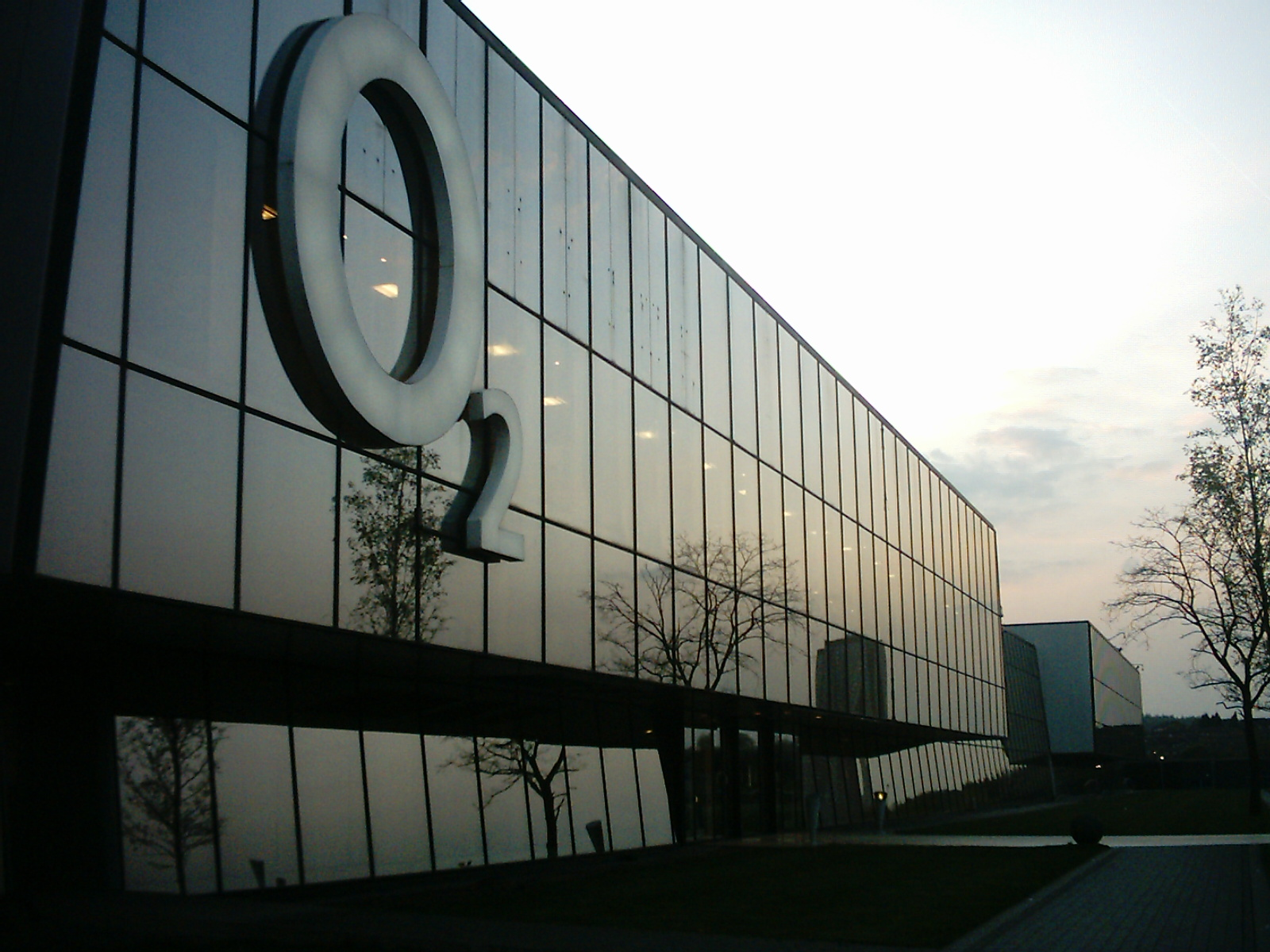
Sede de Telefónica UK en Leeds.

### Europa
Alemania
- Telefónica Deutschland: Filial
- O2 Deutschland: Telefonía (fija y móvil), internet (fijo y móvil) y televisión[26][27]

España
- Telefónica España: Filial
- Telefónica de España: Telefonía fija, internet y televisión, bajo las marcas Movistar, O2 y Movistar Plus+
- Telefónica Móviles España: Telefonía móvil e internet móvil, bajo las marcas Movistar y O2.

Francia
- Telefónica Global Solutions France (50 %): Servicios mayoristas de telecomunicaciones para empresas[28][29]

Reino Unido
- Virgin Media O2 (50 %): Filial[30][31]
  - O2 UK: Telefonía móvil e internet (4/5G)

#### Anteriormente
Eslovaquia (2005-2013)
- O2 Slovakia: Telefonía móvil

Irlanda (2005-2013)
- O2 Ireland: Telefonía móvil e internet.

Isla de Man (2006-2010)
- Manx Telecom: Telefonía fija, internet y móvil.

Italia (2007-2015)
- Telecom Italia: Participación mayoritaria del  15 %[32][33]
- Mediaset Premium: Segundo accionista con el  11,11 %[34]

República Checa (2005-2013)
- O2 Czech Republic: Telefonía fija, internet y móvil.

### Latinoamérica

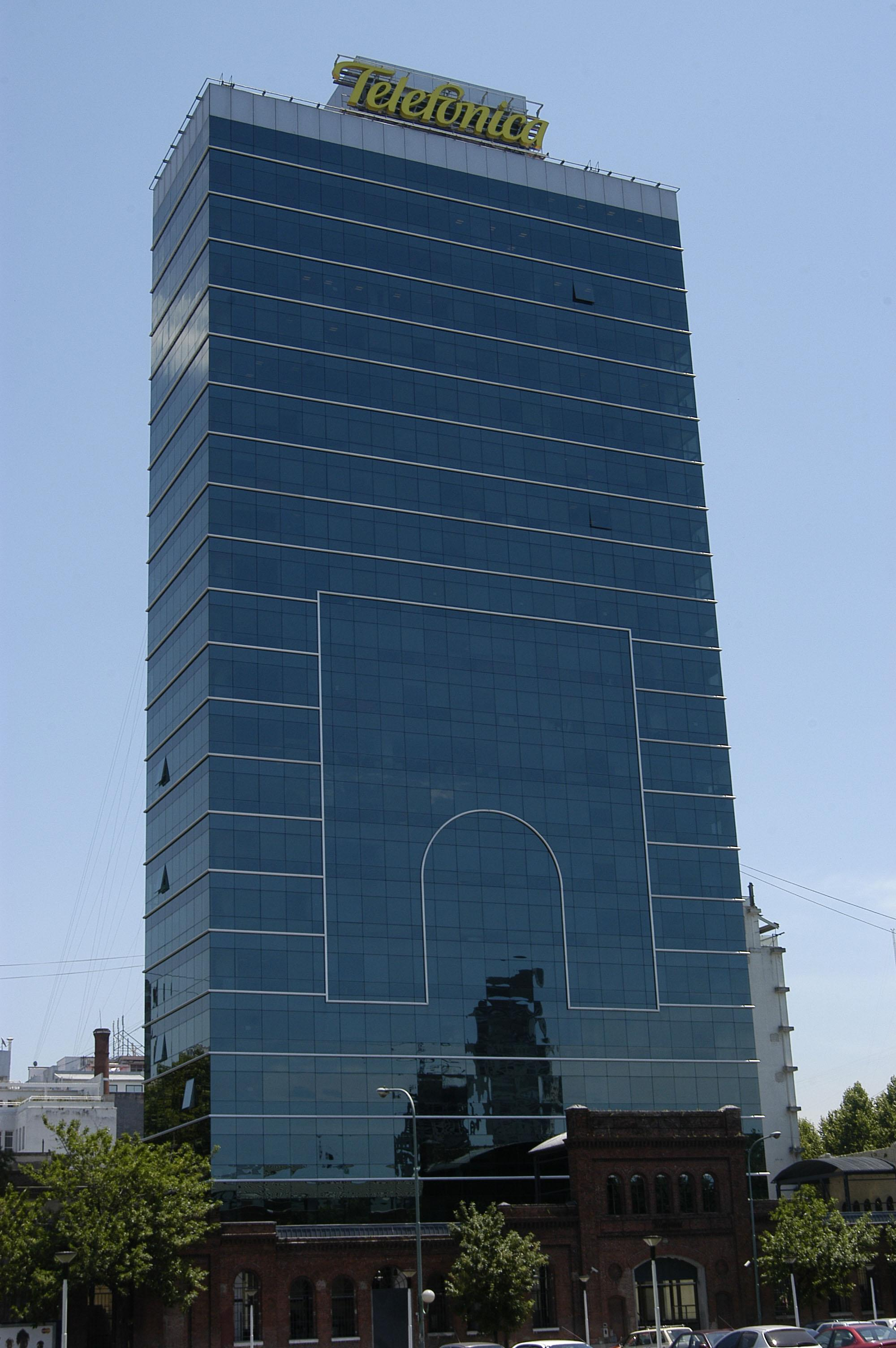
Sede de Telefónica Argentina en Puerto Madero.

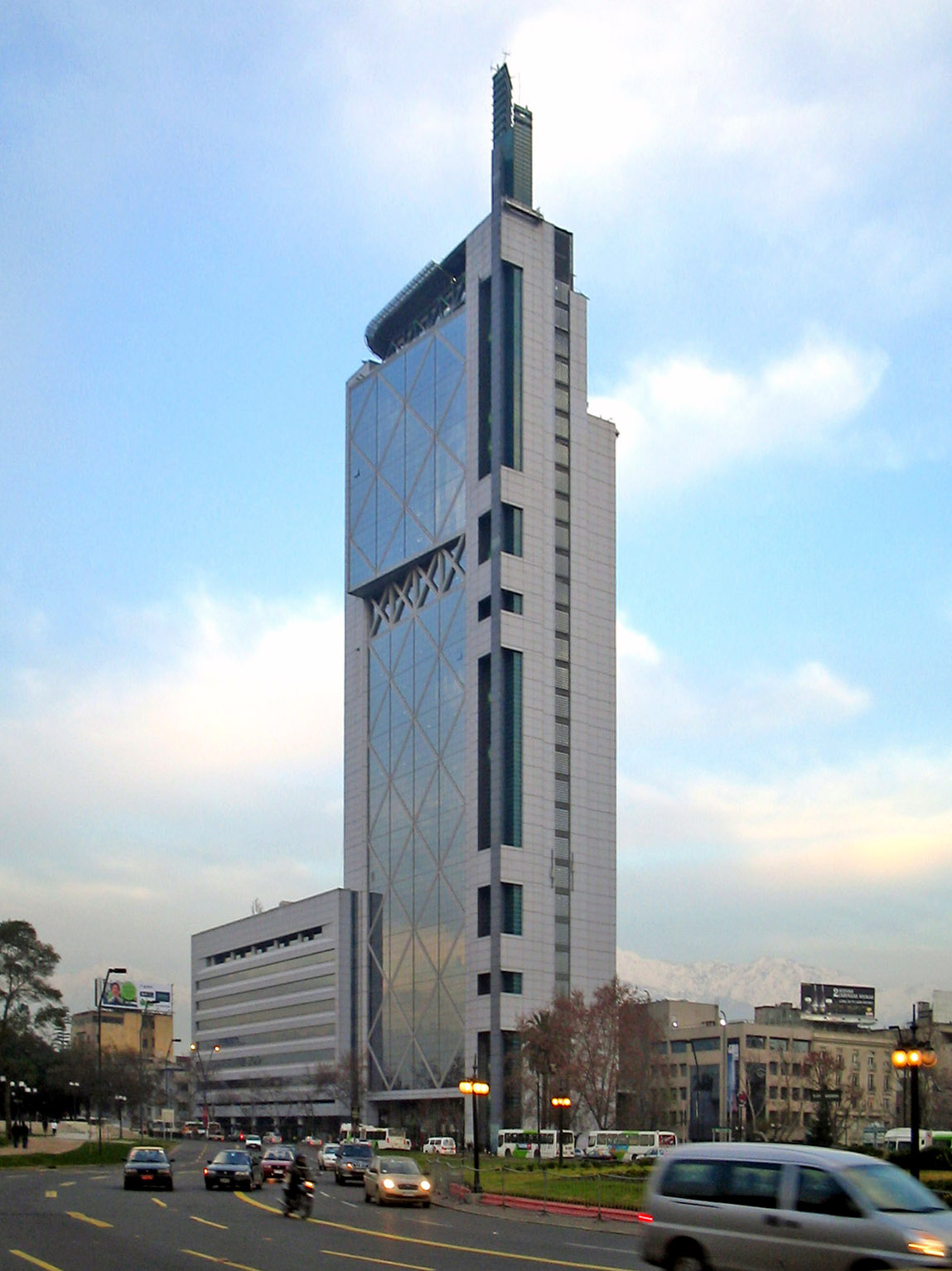
Torre Telefónica en Santiago.

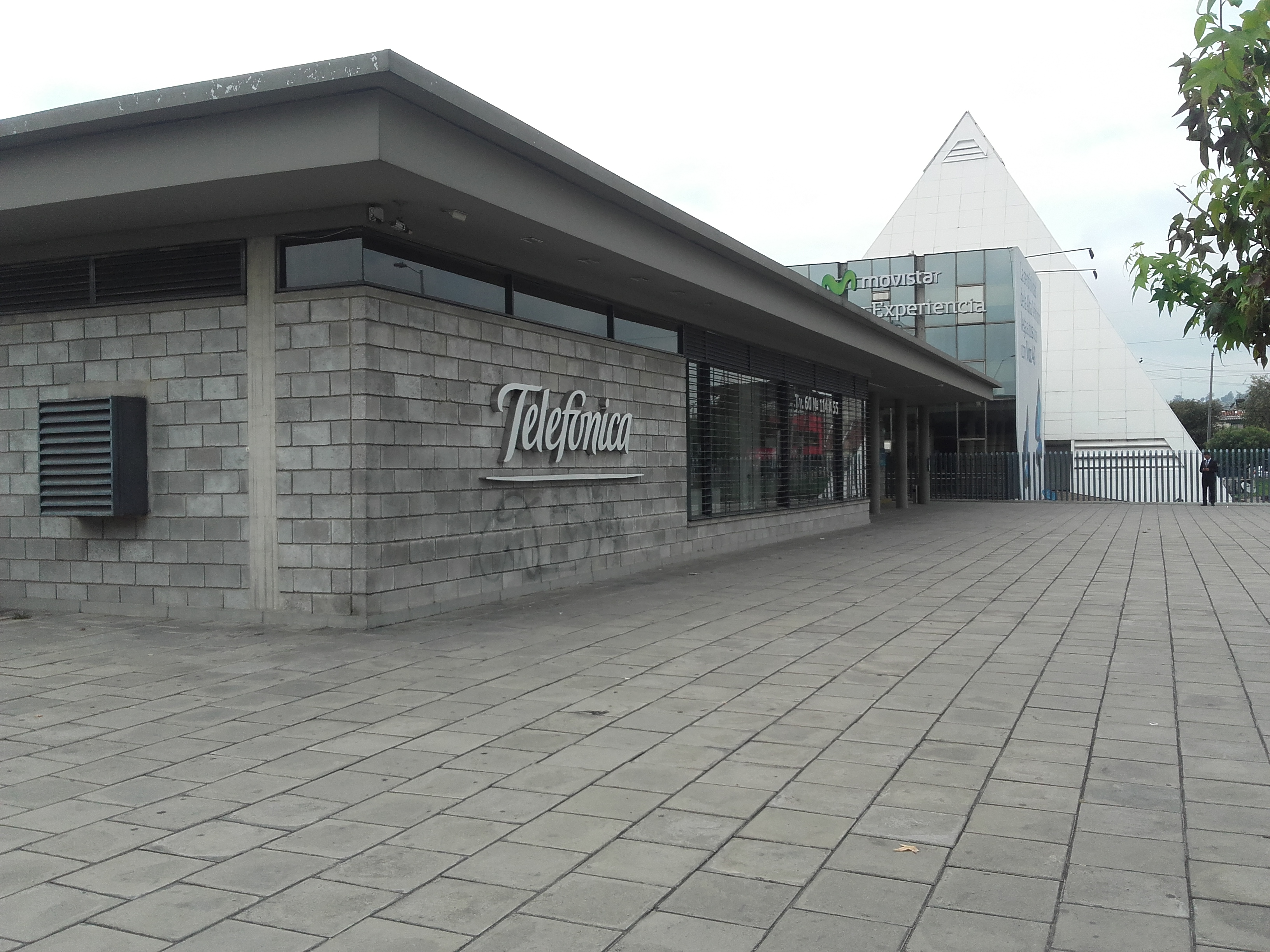
Edificio Telefónica Colombia en Bogotá.

#### Norteamérica
México
- Telefónica México: Filial
- Movistar México: Telefonía móvil, telefonía fija, e internet (fibra óptica/4G)
- Movistar Empresas: Servicios para Grandes Empresas y PYMEs
- Telefónica Global Solutions México: Servicios mayoristas para operadores de telecomunicaciones

#### Centroamérica (1998-2019)
Telefónica comenzó su presencia en Centroamérica con la implantación en 1998 de Movistar Móviles de Centroamérica, en Guatemala y El Salvador. En 2005 se implantó en otros dos países de la zona, Nicaragua y Costa Rica. Por último, en 2011 inició sus operaciones en Panamá.
En 2019, Telefónica anunció la venta de todas sus filiales centroamericanas, alcanzando un acuerdo el 20 de febrero con la luxemburguesa Millicom, para el traspaso de sus filiales en Panamá, Costa Rica y Nicaragua, por valor de 1650 millones de dólares, y el 21 de febrero con la mexicana América Móvil, para las filiales de El Salvador y Guatemala, por valor de 2025 millones de dólares.

#### Sudamérica
Argentina (1990-2025)
- Telefónica Argentina: Filial
- Movistar (Argentina): Telefonía (fija y móvil), internet (fijo y móvil) y televisión (Movistar TV)
- Movistar Empresas: Servicios para grandes empresas y PYMEs[36]
- Telefe y Telearte: Grupo audiovisual, ex propietario de la cadena televisiva Telefé en el periodo 1999-2018.
- Telefónica Global Solutions Argentina: Servicios mayoristas para operadores de telecomunicaciones
- En febrero de 2025, Telefónica alcanza un acuerdo para vender su filial argentina a Telecom Argentina, participada por el Grupo Clarín [37]

Brasil
- Telefónica Brasil, ex Telesp: Filial[38]
- Vivo: Telefonía (fija y móvil), internet (fijo y móvil) y televisión (satélite/cable/fibra Vivo TV)
- Telefónica Empresas: Servicios para grandes empresas y PYMEs
- Terra Brasil: Portal de internet y de contenidos en la red[39]
- Telefónica Global Solutions Brasil: Servicios mayoristas para operadores de telecomunicaciones

Chile
- Telefónica Chile: Filial
- Movistar Chile: Telefonía (fija y móvil), banda ancha (fija y móvil) y televisión (Movistar TV)
- Movistar Empresas: Servicios para grandes empresas y corporaciones
- Telefónica Global Solutions Chile: Servicios mayoristas para operadores de telecomunicaciones

Colombia
- Telefónica Colombia: Filial
- Movistar Colombia: Telefonía (fija y móvil), internet (fijo y móvil) y televisión (Movistar TV)
- Movistar Empresas: Servicios para grandes empresas y PYMEs
- Telefónica Global Solutions Colombia: Servicios mayoristas para operadores de telecomunicaciones
- En marzo de 2025, Telefónica cierra la venta de su filial en Colombia a Millicom por casi 370 millones de euros[40]

Ecuador
- Movistar Ecuador: Telefonía móvil y banda ancha móvil
- Movistar Empresas: Servicios para grandes empresas y PYMEs
- Telefónica Global Solutions Ecuador: Servicios mayoristas para operadores de telecomunicaciones
- En junio de 2025, Telefónica alcanza un acuerdo con el grupo luxemburgués Millicom para la venta del 100% de su participación en Telefónica Ecuador por 330 millones de euros [41]

Perú (1994-2025)
- Movistar Perú: Telefonía (fija y móvil), internet (fijo y móvil) y televisión (Movistar TV)
- Movistar Empresas: Servicios para grandes empresas y PYMEs
- Telefónica Global Solutions Perú: Servicios mayoristas para operadores de telecomunicaciones
- En abril de 2025, Telefónica vende la totalidad de su participación en Telefónica del Perú (TdP) a la firma argentina Integra Tec International [42]

Uruguay (1991-2025)
- Movistar Uruguay: Telefonía móvil y banda ancha móvil
- Movistar Empresas: Servicios para grandes empresas y PYMEs
- Telefónica Global Solutions Uruguay: Servicios mayoristas para operadores de telecomunicaciones

Venezuela
- Telefónica Venezolana: Filial
- Movistar Venezuela Telefonía (fija y móvil) e internet (fijo y móvil)
- Movistar Empresas: Servicios para grandes empresas y PYMEs
- Fundación Telefónica Venezuela: Fundación para el acceso a las TIC y la educación infantil

### Asia
China
- China Unicom: Posee el 10 % de la compañía, siendo su único accionista privada, ya que el resto de la compañía pertenece al Gobierno de China[43]

## Filiales tecnológicas

### Telefónica Infra
Esta filial se centra en la infraestructura de comunicaciones de la compañía, con el 70 % de Telxius como activo principal.
El equipo gestor, cuyo CEO es Guillermo Ansaldo, está enfocado en el desarrollo y monetización de torres, sistemas de antenas distribuidas, data centers, incluido EDGE, proyectos greenflied de fibra y cables submarinos, entre otros.
Telefónica Infra alcanza, en octubre de 2023, los 19 millones de unidades inmobiliarias equipadas con su fibra óptica hasta el hogar (FTTH) tras actualizar los datos correspondientes a la sociedad británica Nexfibre.

### Telefónica Tech
Filial de Telefónica integrada por negocios digitales con alto potencial de crecimiento y enfocada en tres áreas: ciberseguridad, IoT y Big Data, y cloud. Esta unidad de negocio está liderada por José Cerdán.
Con esta filial, Telefónica impulsa el crecimiento de estos servicios en los que, de forma agregada, ya consigue ingresos con crecimientos por encima del 30 % anual. Aquí se podrán sumar, en el futuro, nuevas oportunidades de negocio relacionadas en las que la compañía vea posible potencial.
En octubre de 2020 Telefónica acelera la expansión del negocio de ciberseguridad. Los planes de la compañía pasan por crear filiales en el segmento de la ciberseguridad en todos los países en los que tiene presencia, a ambos lados del Atlántico. La teleco ha establecido ya las filiales en países como Argentina, Chile y Perú.
En septiembre de 2021 anuncia que la filial alcanzaba un acuerdo con Zoom Video Communications para convertirse en distribuidor oficial para Zoom Meetings, Zoom Webinars, Zoom Phone y Zoom Rooms en toda la huella geográfica de la operadora. Tal y como recoge el comunicado de la teleco, la alianza permitirá crear planes comerciales conjuntos en sus principales mercados.
Telefónica prevé que, por Telefónica Tech, entren 2000 millones de euros de ingresos adicionales en 2022.

### Acens Technologies y expansión en servicios de hosting
En el ámbito del alojamiento web y servicios cloud, Telefónica fortaleció su posición mediante la adquisición en 2011 de la empresa española Acens Technologies. Esta operación supuso un paso estratégico en el desarrollo de su oferta para empresas, pymes y autónomos en el entorno digital. 
Posteriormente, Acens integró varias marcas relevantes del sector en España como Hostalia Internet, Ferca Network y Veloxia Networks, consolidando así su presencia en el mercado de hosting compartido, servidores virtuales, correo profesional y dominios. 
Actualmente, Acens forma parte de Telefónica Tech, donde continúa ofreciendo servicios de infraestructura cloud, almacenamiento, virtualización y soluciones digitales para empresas, todo ello con centros de datos propios ubicados en España y bajo cumplimiento del Esquema Nacional de Seguridad (ENS) y la norma ISO 27001.

En junio de 2023 Telefónica Tech decide pasar a organizarse por mercados geográficos, en vez de hacerlo, como hasta ahora, por tecnologías. El objetivo de este cambio es dar un servicio completo al cliente y parecerse más a las estructuras que tienen las grandes compañías tecnológicas y los gigantes del Cloud.
La unidad de negocios digitales del grupo creció en ingresos en los nueve primeros meses de 2023 y elevó su plantilla hasta los 6.400 profesionales tras incorporar a unas 600 personas durante ese mismo año.

### Telefónica I+D
Telefónica Investigación y Desarrollo es la filial dedicada a innovación tecnológica. Fue constituida en el año 1988 con la misión de potenciar la competitividad del grupo mediante la innovación tecnológica. En la actualidad[¿cuándo?] es el primer centro privado de I+D de España, tanto por actividad y recursos como por número de empleados. Es también una de las primeras empresas europeas por participación en proyectos internacionales de investigación. Posee desde 1994 la certificación ISO 9001 (calidad) y, desde 1998, la ISO 14001 (sobre protección del medio ambiente).[cita requerida]
En 2008[actualizar] estaba integrada por unos 1200 tecnólogos y científicos en las disciplinas de Telecomunicación e Informática, con una media de edad de 36 años y 12 de experiencia laboral. El 93 % de su plantilla está formada por titulados superiores.[cita requerida]
Actualmente dispone de cinco sedes en España: Madrid (1988), Valladolid (Boecillo) (1999), Barcelona (2001), Huesca (2004) y Granada (2006). En 2002 inició sus actividades internacionales, con la apertura de una filial en São Paulo (Brasil) y posteriormente, en 2004, en México. Asimismo, mantiene una relación de colaboración con operadoras de Telefónica en otros países, como el Reino Unido, aunque no dispone de sede en dichos países.

### Telefónica Global Solutions
Unidad de negocio dedicada que gestiona a nivel global diferentes segmentos: Empresa (Grandes Empresas y PYMES), MNC (Corporaciones Multinacionales); Wholesale (proveedores de telefonía fija y móvil, ISPs y proveedores de contenidos) y negocios de Roaming dentro del Grupo Telefónica.
Global Solutions desarrolla una cartera de servicios para el segmento B2B, incluyendo soluciones digitales (Cloud y Seguridad) y servicios de telecomunicaciones (voz internacional, IP, capacidad de ancho de banda, servicios por satélite, movilidad, servicios fijos, móviles, servicios IT y soluciones globales).
Presencia en 48 países, con operaciones completas en 17 países, oficinas comerciales o entidades legales en China, Singapur y los EE. UU. y 26 países europeos.
- Operaciones completas de red: Alemania, Argentina, Brasil, Chile, Colombia, Costa Rica, Ecuador, El Salvador, España, Guatemala, México, Nicaragua, Panamá, Perú, Reino Unido, Uruguay y Venezuela.
- Oficinas comerciales y entidades legales: Austria, Bélgica, Bulgaria, China, Chipre, Dinamarca, EE. UU (incluyendo Puerto Rico), Eslovaquia, Eslovenia, Estonia, Finlandia, Francia (Joint Venture con Bouygues Telecom), Grecia, Hungría, Irlanda, Italia, Letonia, Lituania, Luxemburgo, Malta, Noruega, Países Bajos, Polonia, Portugal, República Checa, Rumania, Singapur, Suecia y Suiza.
- Operaciones remotas y puntos de presencia de red: Finlandia, Letonia, Lituania, Marruecos, Noruega y Eslovenia.
- Alianzas estratégicas e industriales: Bouygues, China Unicom, Etisalat, Ooredoo, Singtel y Megafon.

## Sede central, Distrito Telefónica
Distrito Telefónica (antiguo Distrito C), es la sede central operativa global de Telefónica. Se ubica en Madrid, España, en el distrito de Fuencarral-El Pardo, en la zona norte de la capital. El complejo diseñado por el arquitecto español Rafael de La-Hoz Castanys, fue inaugurado en 2006 y cuenta con 200 000 m². Está formado por cuatro edificios de diez plantas ubicados en los extremos, junto con cuatro edificios de cinco plantas y otros cuatro de cuatro plantas. Estas construcciones se organizan en cuatro plazas, cada una integrada por tres edificios.
El Edificio Telefónica, histórica sede central de la compañía situada en la calle Gran Vía de Madrid, alberga su sede social y su tienda más representativa o «flagship store».

## Estructura empresarial

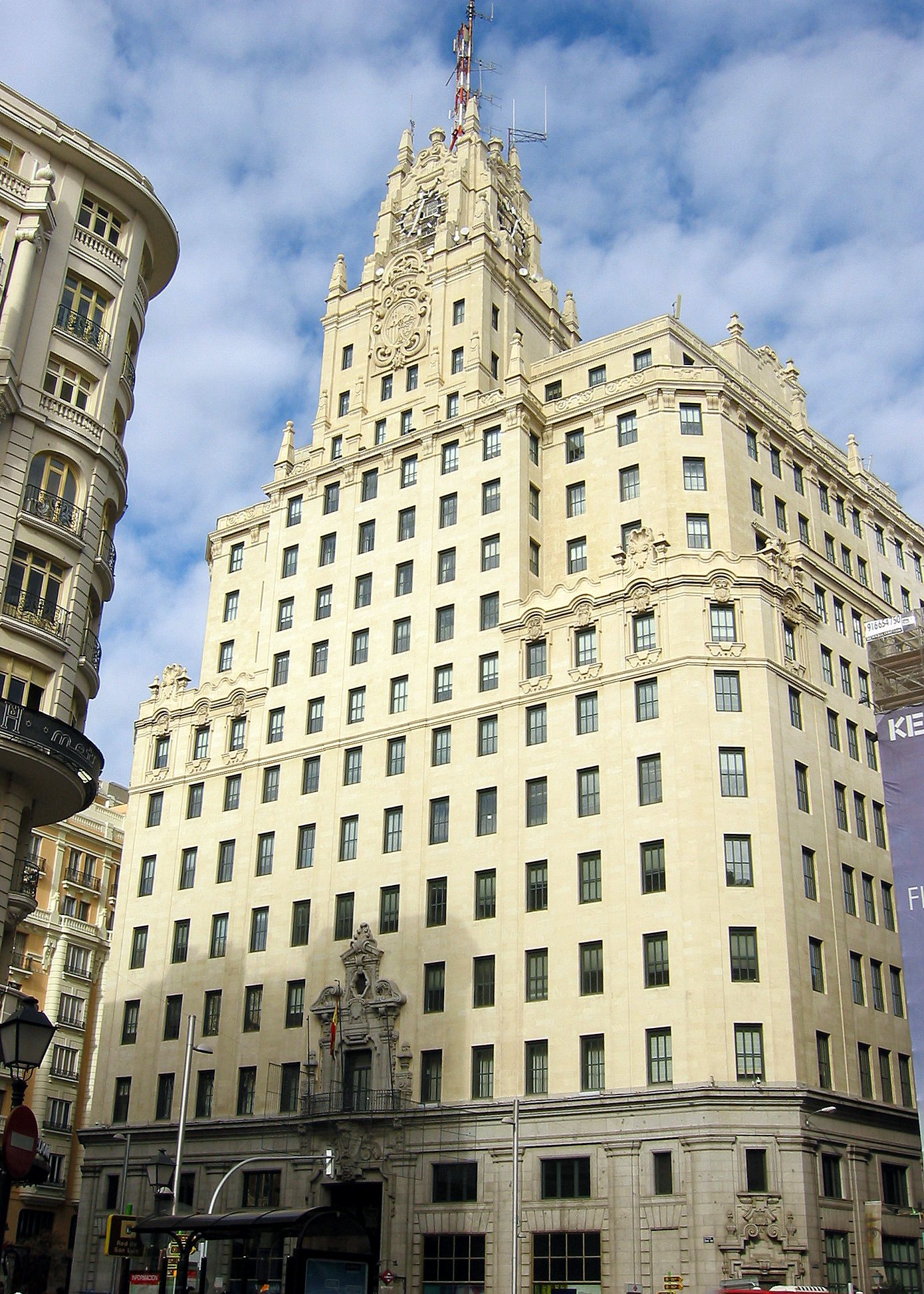
Edificio Telefónica en la Gran Vía de Madrid.

Telefónica es una de las mayores compañías de telecomunicaciones del mundo por capitalización bursátil y número de clientes, con presencia en Europa e Iberoamérica. Está presente en 24 países y cuenta con una base de clientes de 388 millones en diciembre de 2023  La compañía dispone de uno de los perfiles más internacionales del sector al generar más de un 76 % de su negocio fuera de su mercado doméstico, y se constituye como el operador de referencia en el mercado de habla hispano-portuguesa.
El Grupo ocupó la sexta posición en el sector de telecomunicaciones a nivel mundial por capitalización bursátil y la primera como operador europeo integrado en 2014. En 2024 es la tercera operadora europea y 16ª mundial en facturación   Telefónica era una empresa totalmente privada, con más de 1,5 millones de accionistas directos y cotiza en el mercado continuo en las bolsas españolas (Madrid, Barcelona, Bilbao y Valencia) y en las de Londres, Nueva York, Lima y Buenos Aires. En 2024 el Estado Español a través de la SEPI accedió a un 10% de la propiedad.
En Iberoamérica, la compañía se posiciona como operador líder en Brasil, Argentina, Chile y Perú y cuenta con operaciones relevantes en Colombia, Costa Rica, Ecuador, El Salvador, Guatemala, México, Nicaragua, Panamá, Uruguay y Venezuela. En Europa, la compañía tiene presencia, además de en España, en el Reino Unido y Alemania.

### Accionariado
La multinacional tiene 5 grandes accionistas de referencia, con participaciones superiores al 3%.
| Accionista                                                   | Capital  |
| ------------------------------------------------------------ | -------- |
| SEPI                                                         | 10,000 % |
| Fondo de Inversión Pública a través de Saudi Telecom Company | 9,969 %  |
| Fundación "la Caixa" a través de Criteria Caixa              | 5,007 %  |
| BBVA                                                         | 4,839 %  |
| BlackRock                                                    | 4,290 %  |
| Autocartera                                                  | 0,493 %  |
| Free float                                                   | 65,402 % |

### Presidencia y Consejo
Telefónica está presidida por Marc Murtra, con Isidro Fainé y José María Abril Pérez como vicepresidentes. El Consejo está integrado por doce miembros, siendo Ángel Vilá Boix el consejero delegado.
| Año                   | 2004   | 2005   | 2006   | 2007   | 2008   | 2009   | 2010   | 2011   | 2012   | 2013   | 2014   | 2015   | 2016   | 2017   | 2018   | 2019   | 2020   | 2021   | 2022   | 2023   |
| --------------------- | ------ | ------ | ------ | ------ | ------ | ------ | ------ | ------ | ------ | ------ | ------ | ------ | ------ | ------ | ------ | ------ | ------ | ------ | ------ | ------ |
| Cifra de negocios     | 30 322 | 37 882 | 52 901 | 56 441 | 57 946 | 56 731 | 60 737 | 62 837 | 62 356 | 57 061 | 50 377 | 54 916 | 52 036 | 52 008 | 48 693 | 48 422 | 43 076 | 39 277 | 39 993 | 40 652 |
| OIBDA                 | 13 215 | 15 276 | 19 126 | 22 825 | 22 919 | 22 603 | 25 777 | 20 210 | 21 231 | 19 077 | 15 515 | 13 229 | 15 118 | 16 187 | 15 571 | 15 119 | 13 498 | 21 983 | 12 852 |        |
| Resultado Neto        | 2877   | 4446   | 6233   | 8906   | 7592   | 7776   | 10 167 | 5403   | 3928   | 4593   | 3001   | 616    | 2369   | 3132   | 3331   | 1142   | 1582   | 8137   | 2011   | 2369   |
| Deuda Financiera Neta | 20 982 | 33 574 | 52 145 | 45 284 | 42 733 | 43 551 | 55 593 | 56 304 | 51 259 | 45 381 | 45 087 | 49 161 | 48 595 | 44 230 | 41 785 | 37 744 | 35 228 | 28 918 | 26 687 | 27 349 |

| Periodo   | Presidente                       |
| --------- | -------------------------------- |
| 1924-1945 | Estanislao de Urquijo y Ussía    |
| 1945-1964 | José Navarro-Reverter Gomis      |
| 1964-1973 | Antonio Barrera de Irimo         |
| 1973-1976 | José Antonio González-Bueno      |
| 1976-1980 | Tomás Allende y García-Baxter    |
| 1980-1982 | Salvador Sánchez-Terán Hernández |
| 1982-1989 | Luis Solana Madariaga            |
| 1989-1996 | Cándido Velázquez-Gaztelu Ruiz   |
| 1996-2000 | Juan Villalonga Navarro          |
| 2000-2016 | César Alierta Izuel              |
| 2016-2025 | José María Álvarez-Pallete       |
| 2025-act. | Marc Murtra                      |

## Patrocinios deportivos
Telefónica a través de sus marcas comerciales (Movistar, O2 o Vivo), es uno de los mayores patrocinadores deportivos a nivel internacional, teniendo entre sus socios a selecciones nacionales de fútbol como España o Brasil, y de rugby como Inglaterra. Además, es el patrocinador principal del equipo ciclista Movistar Team, y de dos clubes deportivos de baloncesto y futsal.
| Fútbol (selecciones nacionales FIFA) - Brasil (Vivo) - Colombia - España - México - Perú - Venezuela | Rugby (selecciones nacionales WR) - Inglaterra (O2) | Ciclismo (UCI ProTeam) - Movistar Team | Baloncesto (ACB) - Movistar Estudiantes Fútbol Sala (LNFS) - Movistar Inter |

* Se muestran los principales patrocinios de la compañía.
Además, desde el año 2014 tiene activo el programa Podium, una iniciativa conjunto con el Comité Olímpico Español (COE) con el que ofrece becas deportivas a jóvenes promesas del deporte olímpico, tanto para los JJOO de verano como para los de invierno.

## Fundación Telefónica
La Fundación Telefónica fue presidida por César Alierta Izuel hasta febrero de 2022. Ese mismo año José María Álvarez-Pallete asume su presidencia hasta enero de 2025. En la actualidad, Enrique Goñi Beltrán de Garizurieta es el nuevo presidente ejecutivo del organismo, en sustitución de Marc Murtra, que asumió el cargo interinamente tras su nombramiento el pasado mes de enero como presidente de Telefónica. La Fundación trabaja desde 1998 para ser catalizadores de la inclusión social en la era digital y así, comprender sus cambios y difundir su conocimiento. Con esta visión, la entidad busca mejorar las oportunidades de desarrollo de las personas llevando a cabo una estrategia que abarca cuatro grandes áreas: educación, cultura, empleabilidad y voluntariado. De acuerdo con su informe anual, todas estas, adaptadas a los retos del panorama digital, se llevaron una gran parte de la inversión total en 2018. Un 86,4 % de los 82 millones de euros invertidos.
La Fundación Telefónica presenta sus proyectos expositivos, ciclos de debate y reflexión, publicaciones e iniciativas educativas en el Espacio Fundación Telefónica de Madrid, en el resto de España y en sus espacios culturales de Lima, Buenos Aires, Quito y Santiago de Chile. 
Otra de las áreas donde la Fundación Telefónica actúa con fuerza es en el voluntariado. Desde 2014, la institución realiza el proyecto Vacaciones Solidarias, que permite a los empleados, jubilados y prejubilados del Grupo Telefónica dedicar tiempo de sus vacaciones a iniciativas solidarias con colectivos vulnerables.
Para conseguir un mayor impacto en las actividades que realizan, la Fundación Telefónica suele trabajar con otras instituciones. Ejemplo de ello es el acuerdo que ha alcanzado con la Confederación Española de Organizaciones Empresariales (CEOE) con el fin de impulsar la digitalización del sector productivo español, a través de ‘Conecta Empleo', programa de formación digital de la Fundación que conecta a sus participantes con las empresas tecnológicas de España.
La Fundación Telefónica está presente en 30 países –España, América Latina, África y Asia–. En 2018 llegó a 8,6 millones de personas a través de sus programas.

## Reputación y responsabilidad corporativa
La gestión de la reputación y la responsabilidad corporativa forman parte de las competencias de la Dirección de Asuntos Públicos y Regulación. Esta área es la encargada de desarrollar y gestionar los intangibles de la compañía, depende directamente del Presidente y tiene presencia en el Comité Ejecutivo. Cuentan con una comisión en el consejo de administración. La Comisión de Asuntos Institucionales está compuesta por seis consejeros, y se reúne periódicamente y siempre que el Consejo solicite su intervención.
La sostenibilidad se expresa en tres líneas principales: crecimiento de la actividad, incremento de la rentabilidad y gestión del riesgo. Centrándose en la calidad, la innovación y la productividad para crear una ventaja competitiva a largo plazo.
Las iniciativas en desarrollo están centradas en la protección del menor, la sostenibilidad en la cadena de suministro, la privacidad y libertad de expresión, los derechos humanos y en el medio ambiente.
Las acciones de sostenibilidad de Telefónica son reconocidas por los índices de sostenibilidad globales, como Dow Jones Sustainability Index (DJSI), Carbon Disclosure Project (CDP), Sustainalytics, Ethibel Sustainability Indexo FTSE.[cita requerida]
En diciembre de 2020, Telefónica fue reconocida como compañía líder global por su acción contra el cambio climático al formar parte, por séptimo año consecutivo, de la Lista A elaborada por CDP, organización sin ánimo de lucro especializada en impacto ambiental. En la última década, Telefónica ha implementado 1050 proyectos de eficiencia energética y ha conseguido mantener su consumo energético estable, a pesar de que el tráfico de datos ha crecido 4,5 veces en el mismo periodo de tiempo.

## Premios y reconocimientos
- En enero de 2018, la revista Fortune reconoció a Telefónica como la mejor teleco europea y la segunda del mundo.[73]
- En enero de 2018, Telefónica entra en el índice Bloomberg de igualdad de género, una de las 5 compañías de telecomunicaciones seleccionadas a nivel mundial.[74]
- En febrero de 2018, Telefónica incluida en la Lista A del CDP Supply Chain, del cual sólo forman parte 100 compañías en el mundo.[75]
- En septiembre de 2018, reconoció Forrester a LUCA, la unidad de datos de Telefónica, como líder del mercado del Big Data.[76]
- En junio de 2020, Telefónica recibe el premio AECA a la transparencia empresarial 2020.[77]
- En abril de 2021, Telefónica recibe el Premio OFISO por su trayectoria y liderazgo en financiación sostenible.[78]
- En enero de 2022, Telefónica progresa por quinto año consecutivo en el Índice Bloomberg de Igualdad de Género por su estrategia de inclusión y diversidad.[79]
- En febrero de 2022, Telefónica es distinguida entre las empresas líderes por su compromiso con la sostenibilidad a escala mundial, con mención bronce, y por su incorporación por segundo año consecutivo al Sustainability Yearbook 2022.[80]
- En abril de 2022, Telefónica recibe el premio OFISO (Observatorio Español de la Financiación Sostenible) por su trayectoria y liderazgo en financiación sostenible.[78]
- En octubre de 2022, Telefónica es galardona en los Premios Influyentes, entregados por El Confidencial y Herbert Smith Freehills, en el apartado de “Empresa”.[81]
- En diciembre de 2022 la compañía es distinguida con el Premio a la Excelencia e Innovación en la Gestión de Proyectos Legales que concede el Instituto Internacional de Gestión de Proyectos Legales (IILPM).[82]
- En enero de 2023, Telefónica es distinguida 'Academiae Dilecta' por la Real Academia de Ingeniería por sus aportaciones en sus ya casi 100 años de historia a la tecnología y a la ingeniería. [83]
- En enero de 2023, la compañía se consolida en el Índice Bloomberg de Igualdad de Género siendo una de las 17 operadoras de telecomunicaciones a escala mundial en esta lista. [84]
- En julio de 2024, Telefónica es reconocida como la empresa tecnológica más responsable socialmente, según el primer Ranking Social 2024 (Social Benchmark) realizado por la World Benchmarking Alliance (WBA). [85]
- En septiembre de 2024, la compañía de telecomunicaciones obtiene el Premio Eficacia a la Trayectoria de una Marca. Un galardón concedido por el Club de Jurados de los Premios a la Eficacia de la Asociación Española de Anunciantes (aea), y que cuentan con la asesoría estratégica de SCOPEN. [86]
- En octubre de 2024, Telefónica obtiene el máximo galardón en la categoría Reporting y Transparencia de los Premios Reuters a la Sostenibilidad 2024. [87]
- En diciembre de 2024, alcanza el top 10 mundial en el ranking Excellence 1000 Index 2025, elaborado por la revista Newsweek y el Best Practice Institute (BPI). Se convierte así en la única compañía española en la cabeza y logra la séptima posición mundial entre 25.000 evaluadas.  [88]
- En enero de 2025, Telefónica es nombrada como la primera teleco europea y la segunda a nivel mundial en la última edición del ranking The World’s Most Admired Companies, elaborado por la revista ‘Fortune’ y que engloba a las compañías con mejor reputación corporativa. [89]

## Controversias

### Prácticas monopolísticas
Telefónica ha sido amonestada por algunos órganos de vigilancia de la competencia, tanto en España, como en la Unión Europea. Las propuestas de sanción oscilan entre los 900 000 euros de tribunales españoles, los 18 millones de euros de la multa de la Comisión del Mercado de las Telecomunicaciones, los 57 millones de euros de multa en 2004 también por atentar contra la libre competencia, y los 151,9 millones de euros de la Comisión Europea. Así mismo, en 2017 el Tribunal de Justicia de la Unión Europea  confirmó la multa de 66,89 millones de euros que la Comisión Europea impuso en 2011 a Telefónica por una cláusula considerada restrictiva de la competencia.
Telefónica ha sido sancionada en diversas ocasiones por aprovecharse de su posición de dominio en el mercado y afectar a la competencia en el sector de las telecomunicaciones, ya sea en el de la telefonía como en el de internet por impedir la competencia en ADSL en España. En 2018 fue sancionada por la CNMC al pago de 8,5 millones de euros por la realización de prácticas anticompetitivas aprovechandose de su condición de operador dominante.

### Corrupción
Telefónica se ha visto envuelta en polémica por sus fichajes de Iñaki Urdangarín, duque de Palma, imputado en una pieza separada del caso Palma Arena, Eduardo Zaplana, exministro de trabajo y exdelegado para Europa de Telefónica, y José Iván Rosa, marido de la vicepresidenta del gobierno, Soraya Sáenz de Santamaría. El propio presidente de Telefónica, César Alierta, fue considerado culpable del uso de información privilegiada para enriquecimiento propio pero fue absuelto dado que el delito por el que se le imputaba había prescrito. La última polémica ha sido la contratación en 2013 de Rodrigo Rato, imputado en el caso Bankia que ha costado a las arcas públicas más de 20 000 millones de €.

### Conflictos laborales
En abril de 2011 Telefónica anunciaba un recorte de empleo mediante un ERE voluntario, que afectaría al 20 % de su plantilla (unas 8500 personas) al tiempo que proponía a su junta general un plan de incentivos para los directivos de 450 millones de euros. Los tres directivos principales de la empresa, con la entrega de acciones, se llevarían conjuntamente unos 50 millones de euros. Tras un acuerdo con los sindicatos, el número de empleados afectados por el ERE se redujo a un máximo de 6500 personas (6,6 % de la plantilla) manteniéndose su carácter voluntario, mientras que el periodo de vigencia del plan pasó de cinco a tres años, reduciendo de 2166 a 1700 el número medio de empleados que podrían dejar la empresa cada año.

### Ataque de ransomware
En 2017 sufrió un ataque de ransomware WannaCry. Este incidente, fue eco de resonancia mundial; ya que el mismo puso en jaque a la compañía en cuanto a vulnerabilidad de seguridad de datos de ficheros, habiendo sido previamente avisada ésta, por parte de Microsoft, de este posible suceso.
A las 17:08 horas fue el primer ataque de wannacry contra la empresa de telefónica.

### Privacidad
Según el informe de transparencia de la empres publicado en 2022, entre 2017 y 2021 la filial de Telefónica en Venezuela, Movistar, cuadriplicó la intervención de teléfonos a petición de la administración de Nicolás Maduro: en 2017 se realizaron 234.932 solicitudes de intervención; cuatro años después, en 2021, fueron registradas 861.004 peticiones.

### Multa de la CNMC
En marzo de 2023 la Comisión Nacional de los Mercados y la Competencia (CNMC) sancionó a Telefónica con 6 millones de euros por incumplir compromisos adquiridos y aceptados por la operadora tras la adquisición de Canal+ (DTS) en 2015. La CNMC entendió que las promociones de móvil gratis, suponían permanencias encubiertas para algunos clientes, por ejemplo cuando estaba asociada a la TV de pago y suponían una limitación a la movilidad de los clientes.